# Transition de genre
Vous lisez un « bon article » labellisé en 2023.
Pour un article plus général, voir Transidentité.
Pour les articles homonymes, voir Transition (homonymie).

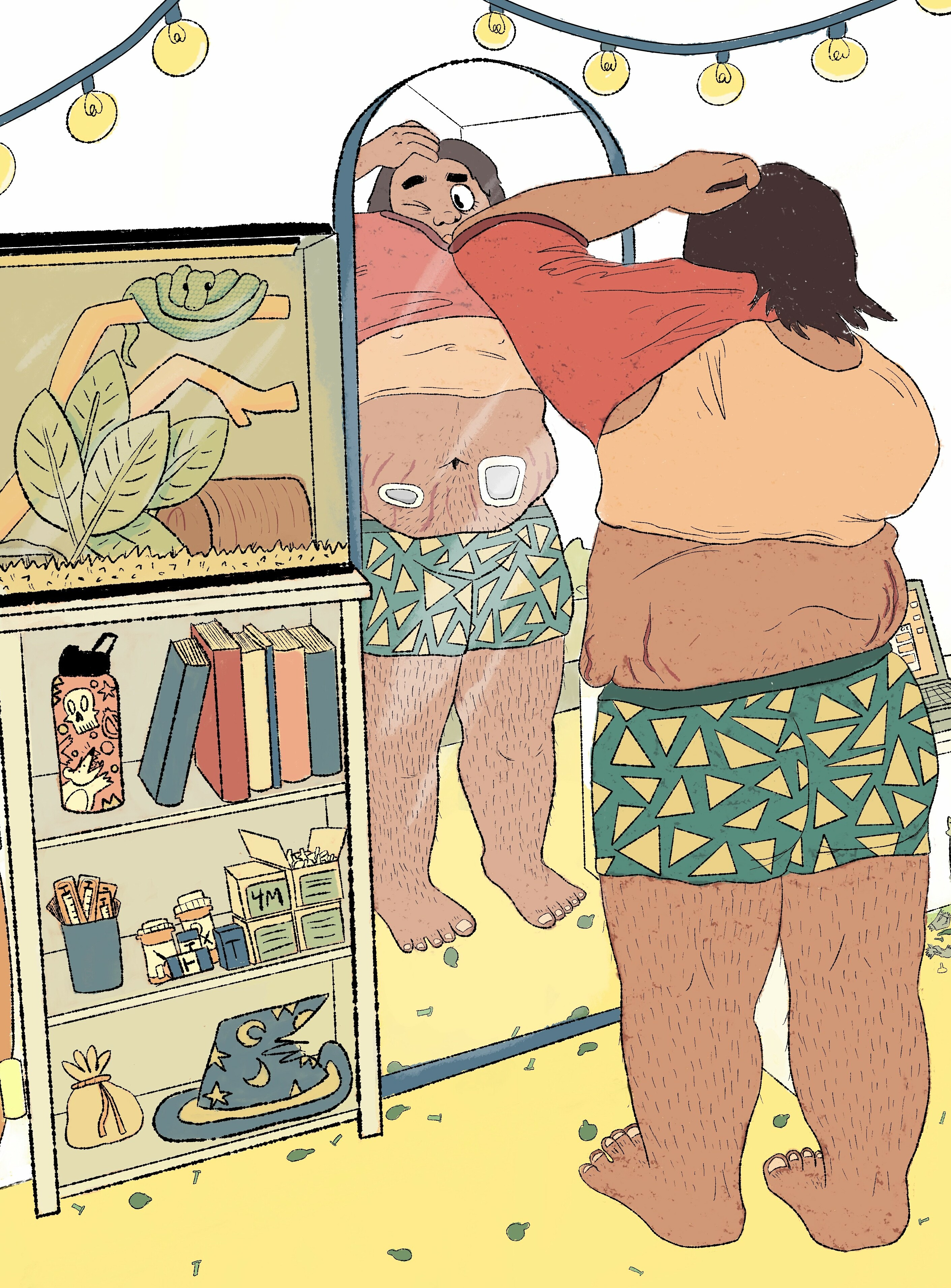
Dessin d'une personne transmasculine portant un binder. Dans son étagère, entre autres, un kit d’injection (des seringues et des aiguilles) et des flacons étiquetés « T », qui évoquent de la testostérone.

La transition de genre est un ensemble de processus conduisant à modifier l'expression de genre et l'apparence d'une personne transgenre pour les faire correspondre à son identité de genre. Elle inclut de nombreux actes sociaux, administratifs et médicaux, pouvant être réalisés par la personne transgenre sans ordre particulier ni obligation d'exhaustivité.
La transition de genre commence toujours par une phase de questionnement. Lorsqu'une personne est transgenre, elle en prend conscience au cours d'une réflexion appelée coming in. Elle peut alors choisir d'entamer d'autres étapes, à commencer par le coming out et le choix d'un prénom et des pronoms adaptés.
La transition sociale correspond au coming out et à l'adoption publique d'une identité et expression de genre correspondant au genre d'arrivée, y compris par des moyens cosmétiques comme des accessoires ou vêtements. La transition médicale peut inclure des actions variées, allant du coaching vocal aux chirurgies génitales en passant par l'hormonothérapie, la greffe de barbe et de cheveux ou encore la mammectomie. Elle peut rencontrer de nombreux obstacles, notamment la transphobie de l'entourage de la personne et des difficultés dans l'accès aux soins. Enfin, la transition administrative, parfois considérée comme faisant partie de la transition sociale, concerne le changement de prénom et de sexe à l'état civil ainsi que l'accès à la transparentalité.
À toute étape du processus de transition de genre, la personne peut faire le choix ou se voir contrainte d'arrêter, temporairement ou définitivement, sa transition. Cet arrêt est appelé « détransition ».

## Typologie des actes de transition
S'il existe de nombreux parcours de transition, avec une grande diversité d'étapes pouvant être suivies ou non, celles-ci se retrouvent généralement regroupées dans trois grandes catégories : la transition sociale, la transition juridique et la transition médicale. La transition sociale, qui correspond à la sociabilisation et aux espaces sociaux, et la transition administrative ou juridique, qui correspond au rapport de la personne avec l'État et les autres autorités officielles, sont parfois regroupées par métonymie sous le vocable de « transition sociale ».
Dans les années 1950, la transidentité est pensée uniquement dans une perspective médicale, c'est-à-dire par le changement du corps par la chirurgie ou la prise d'hormones, et appelée « transsexualisme » ou « transexualité »,. À la fin des années 1960, la militante trans Virginia Prince popularise le terme de « transgenre » pour parler de personnes ayant transitionné socialement, mais pas médicalement,. Cette distinction reste en place durant plusieurs décennies, mais après la publication du livre Transgender Liberation de Leslie Feinberg en 1992, le mot « transgenre » devient plus généraliste dans une perspective de mise en avant des différents parcours, sans se concentrer sur la partie médicale.
Une étude de 2014 menée en Australie et portant sur 189 personnes âgées de 14 à 25 ans a trouvé que plus des trois quarts des personnes transgenres effectuent une transition sociale au moins partielle et qu'environ 40 % d'entre elles ne souhaitent pas de transition médicale, une proportion plus élevée chez les personnes non binaires. De rares personnes trans font le choix de transitionner médicalement mais pas socialement, préférant garder leur corps et leur genre pour elles seules ou leur cercle intime.

## Prise de conscience, questionnement et acceptation

### Questionnement

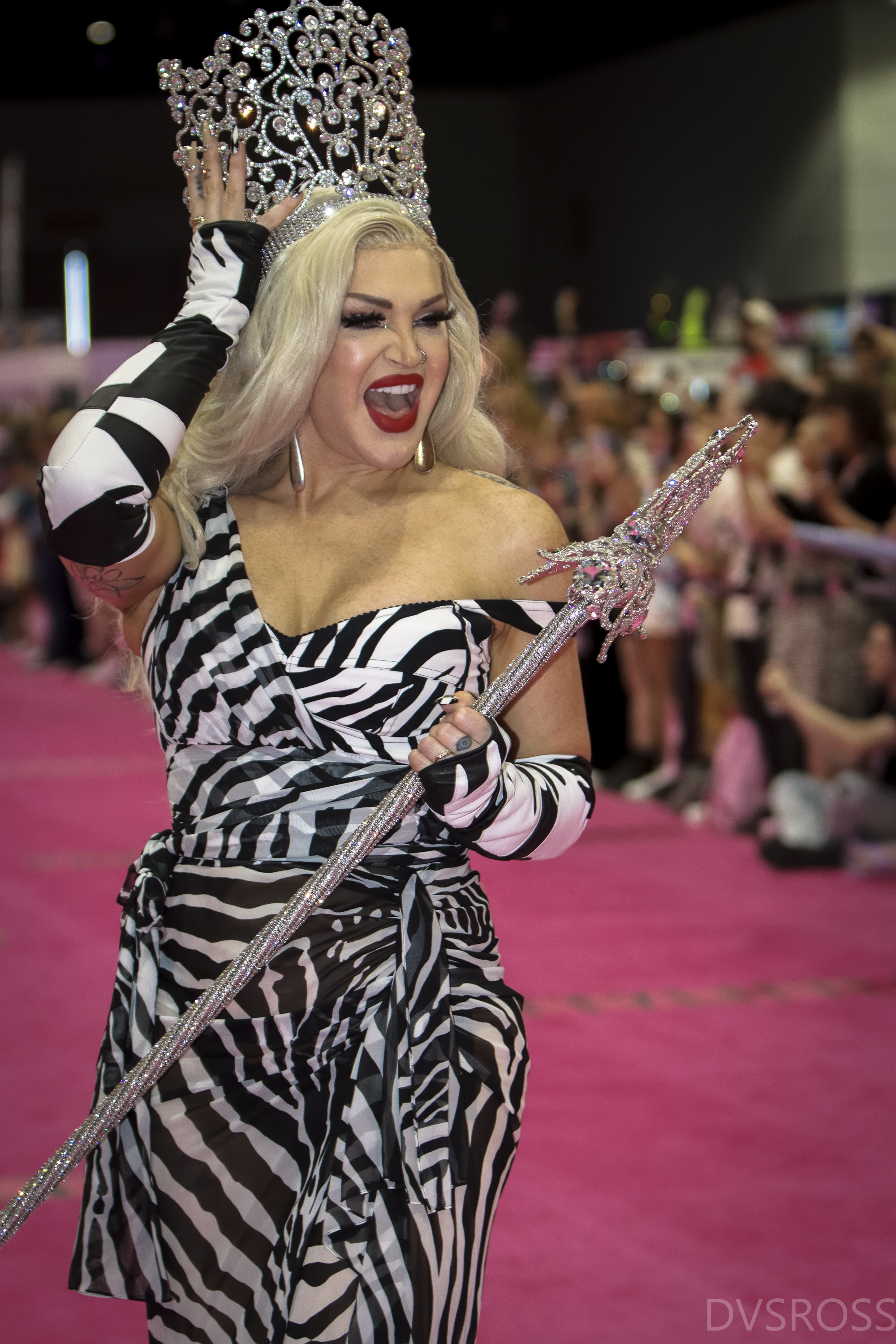
Kylie Sonique Love décrit son processus de coming in comme une libération l'autorisant enfin à savoir qui elle est.

Le questionnement est le processus par lequel passent les personnes qui s'interrogent sur leur genre, leur identité de genre ou leur orientation sexuelle,. Le questionnement amène une personne trans à prendre conscience de sa transidentité, une étape parfois appelée « coming in » (par opposition à l'annonce aux autres, le coming out). Dans la majeure partie des cas, ce processus de questionnement et de compréhension de soi peut être une source d'angoisse et de sentiments dépressifs : la personne réalise qu'elle est différente et qu'elle ne correspond pas au modèle cisgenre hétéronormatif. Elle peut également souffrir de transphobie internalisée. Néanmoins, le coming in peut également s'avérer libérateur, permettant aux personnes de mieux comprendre leur identité et de se sentir davantage elles-mêmes. Le questionnement est ainsi une étape d'auto-acceptation de sa propre identité.
L'absence d'informations correctes et de représentations positives sur les identités LGBT+ ou l'absence de discussions ouvertes sur le sujet cause un stress plus élevé chez les adultes en questionnement. Avoir un entourage lui-même LGBT+ peut aider dans le processus de coming in, soit que son existence soit rassurante en elle-même ou soit que cet entourage puisse servir d'interlocuteur privilégié par rapport aux questionnements liés au coming in. Depuis l'émergence de communautés LGBT+ en ligne, cet entourage n'a pas besoin d'être géographiquement proche.
L'étape du coming in est souvent la première d'un processus de transition de genre, bien que certaines personnes choisissent de ne pas transitionner après avoir pris conscience de leur identité de genre.

### Choix du prénom
Il est très commun, surtout en Amérique du Nord et en Europe, de changer de prénom pour mieux correspondre à son genre ressenti. Le nouveau prénom est souvent le premier objet de réflexion de la personne transgenre, même si d'autres étapes de la transition peuvent avoir lieu avant le choix lui-même. Le prénom abandonné se nomme le morinom.
Les personnes transgenres choisissent généralement elles-mêmes leur nouveau prénom, parfois avec l'assistance de leurs proches,. Certaines personnes transgenres choisissent de garder leur prénom de naissance ou des vestiges de ce prénom dans un nouveau prénom relevant d'un autre genre, afin de conserver une continuité dans leur identité personnelle.
Certaines personnes conservent certains sons ou lettres du prénom de naissance, notamment l'initiale ou un son pouvant être utilisé pour un surnom,, ou utilisent la version de leur prénom correspondant à l'autre genre (par exemple Alexandre et Alexandra). Enfin, les personnes portant un prénom épicène à l'oral avant leur transition, en français, changent parfois de prénom pour en prendre un différent dont le genre est marqué. Le prénom peut également venir par pur hasard, à force de tâtonnements.
La question de la transmission familiale se pose également : une personne transgenre peut choisir de s'inscrire dans la lignée des générations précédentes, par exemple en choisissant un prénom spécifique à une culture ou une origine,, ou, si les parents d'un homme trans lui ont donné le nom d'une célébrité féminine qu'ils apprécient, celui-ci peut choisir le prénom d'une célébrité masculine qu'il apprécie. Certaines personnes veulent maintenir une continuité entre les prénoms, d'autres s'en débarrasser parce qu'elles associent l'ancien prénom à une forte souffrance causée par la dysphorie de genre, ou refuser l'influence familiale dans une démarche de construction de soi.
La personne trans peut demander à des personnes de son entourage proche de tester un nouveau prénom pour voir ce qu'elle ressent quand il est utilisé et prononcé à voix haute.
Il est commun que la personne trans conserve, au moins dans un premier temps, son prénom de naissance sous la forme d'un deuxième prénom ou d'une initiale. Ce choix est parfois motivé par une volonté de simplicité administrative ou d'éviter des discriminations.

### Choix des pronoms personnels

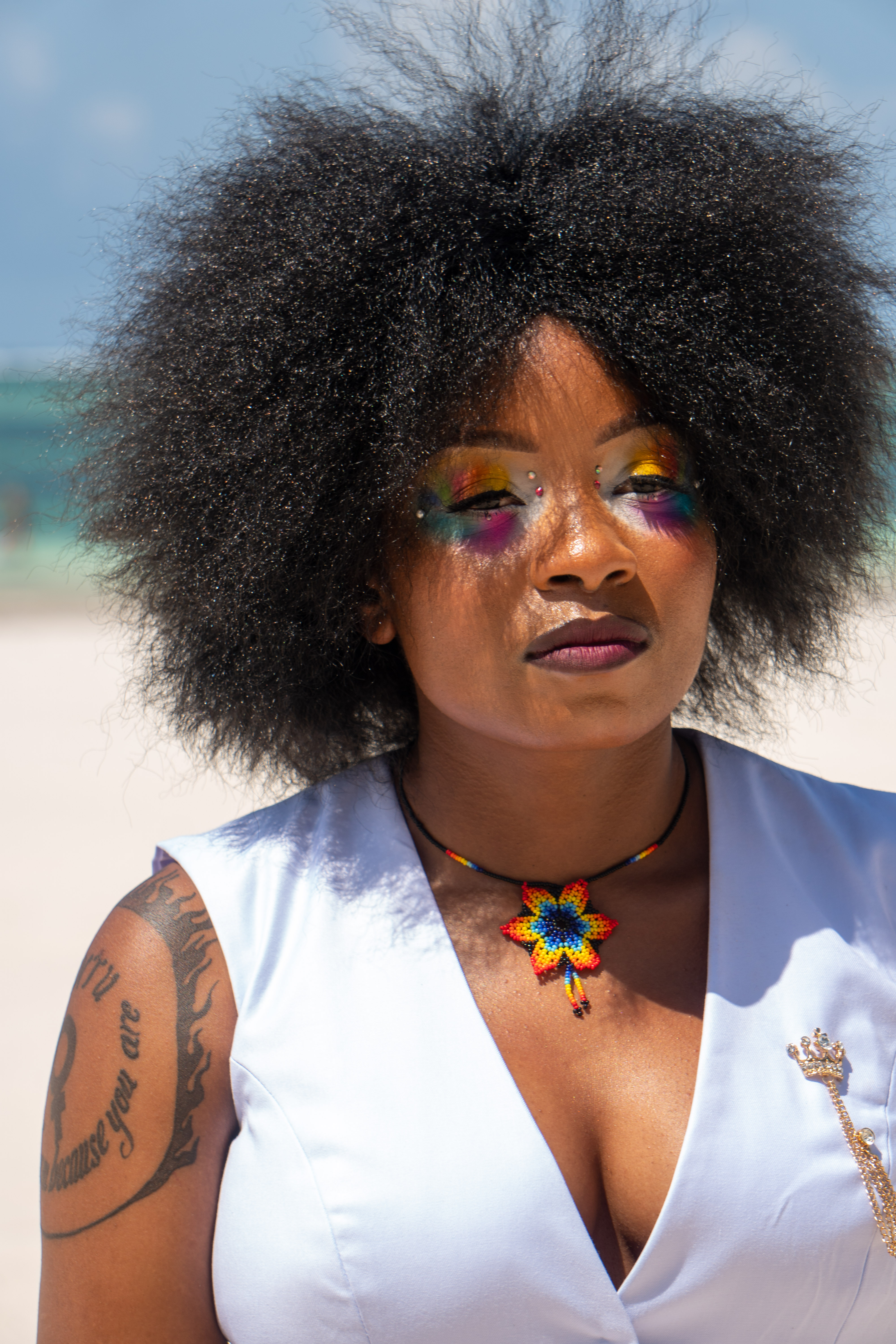
Les personnes non binaires, telles que Marylize Biubwa (they/them), n'utilisent pas forcément les pronoms « il » ou « elle ».

Dans les langues grammaticalement genrées, les personnes transgenres binaires, c'est-à-dire s'identifiant pleinement comme homme ou femme, utilisent le plus souvent les pronoms personnels correspondants il ou elle.
Les personnes non binaires peuvent choisir d'employer des pronoms neutres, ou bien une combinaison de pronoms genrés, ou encore décider de n'employer aucun pronom pour se désigner. Les pronoms utilisés peuvent également varier pour correspondre à l'identité de genre de la personne en fonction de la période. Leur emploi dépend à la fois de l'adéquation ressentie par la personne entre son identité et le ou les pronoms utilisés et de l'environnement dans lequel elle évolue. Les langues romanes, comme l'espagnol, l'italien, le portugais ou le français, sont des langues très genrées, dans lesquelles l'adoption de formes non binaires ou non genrées n'est pas toujours facile ou acceptée.
Les personnes trans peuvent utiliser un pronom personnel neutre pendant un certain temps puis passer à des pronoms binaires, surtout si elles ne se sentent pas légitimes en début de transition. De même, certaines personnes peuvent utiliser un pronom binaire puis se rendre compte qu'un pronom neutre leur convient mieux. Enfin, elles peuvent utiliser plusieurs ensembles de pronoms, en les alternant selon la période ou les préférences.

## Transition sociale

### Coming out
L'annonce de la transidentité, aussi appelée « coming out », à l'entourage est un des éléments les plus significatifs dans le processus de transition pour de nombreuses personnes transgenres. Ce coming out peut être plus ou moins bien reçu, voire entraîner de la violence ou une perte de domicile. En effet, les personnes trans sont beaucoup plus à risque d'être sans domicile fixe que la population générale, et les deux-tiers des jeunes trans sans abris le sont car ils ont été chassés ou ont fui le domicile familial peu après leur coming-out. En conséquence, les personnes trans choisissent généralement les contextes, les moments et les personnes à qui annoncer leur transidentité. Une autre stratégie est d'augmenter son passing afin d'éviter discriminations et violences transphobes.

### Changement de l'expression de genre
L'expression de genre change dans la plupart des transitions. Elle passe d'abord par un changement de la pilosité (incluant la coupe de cheveux), par l'arrêt, l'évolution ou le début d'utilisation de maquillage et par un changement dans le style vestimentaire. En général, l'objectif de ces modifications est de « passer », c'est-à-dire d'être perçu par l'entourage comme étant du genre ressenti.
Certaines personnes font en outre évoluer leur voix pour lui donner une sonorité perçue davantage comme féminine ou masculine.
Il existe des pratiques et accessoires ayant comme objectif de faciliter le passing des personnes trans. Les personnes transmasculines peuvent s'appuyer sur plusieurs méthodes de bandage de la poitrine incluant le port du binder, un haut de compression, ainsi que sur le packing, le port d'un objet rembourré ou phallique appelé « packer » pour donner l'apparence d'avoir un pénis,. Les personnes transféminines peuvent choisir de dissimuler leur pénis par des techniques de tucking, de recourir au rembourrage de hanches et de fesses ou encore de porter des prothèses mammaires externes.

Vêtements et accessoires communs chez les personnes transgenres
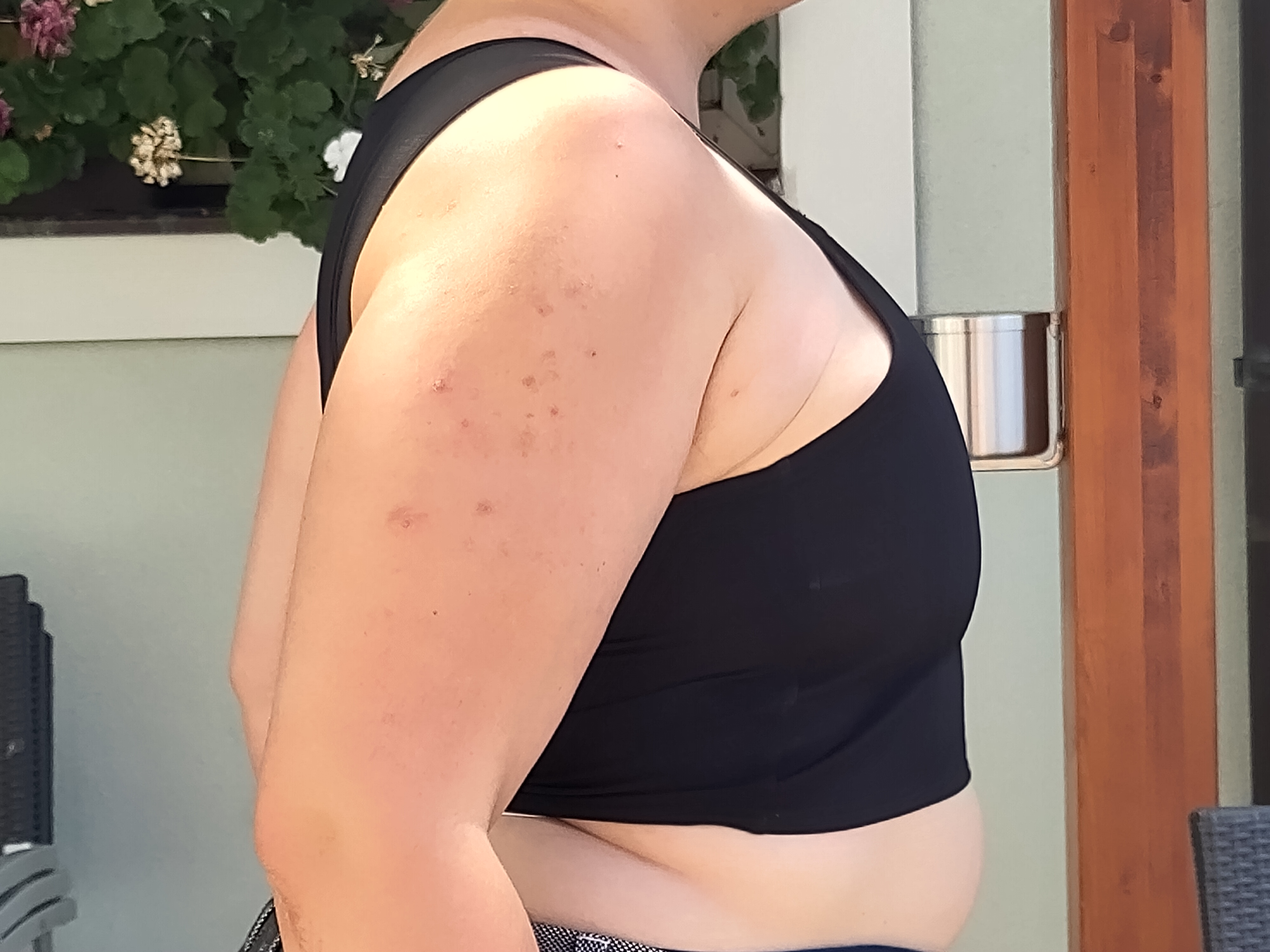
Une personne portant un binder pour atténuer sa poitrine.
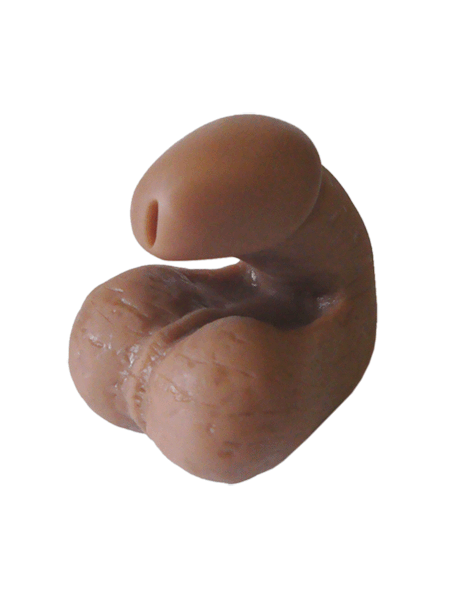
Un packer en silicone.
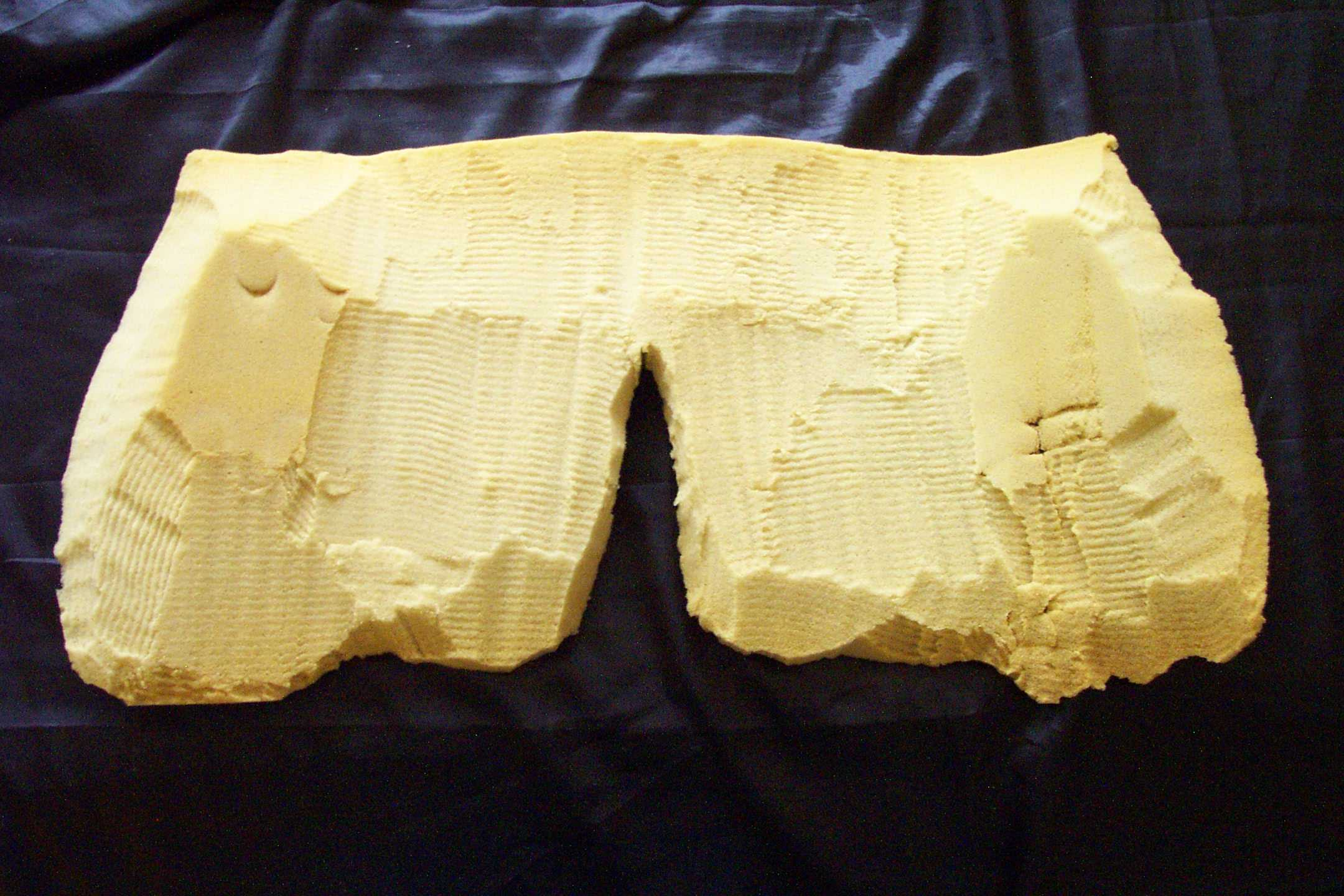
Mousse de rembourrage de hanches et de fesses.
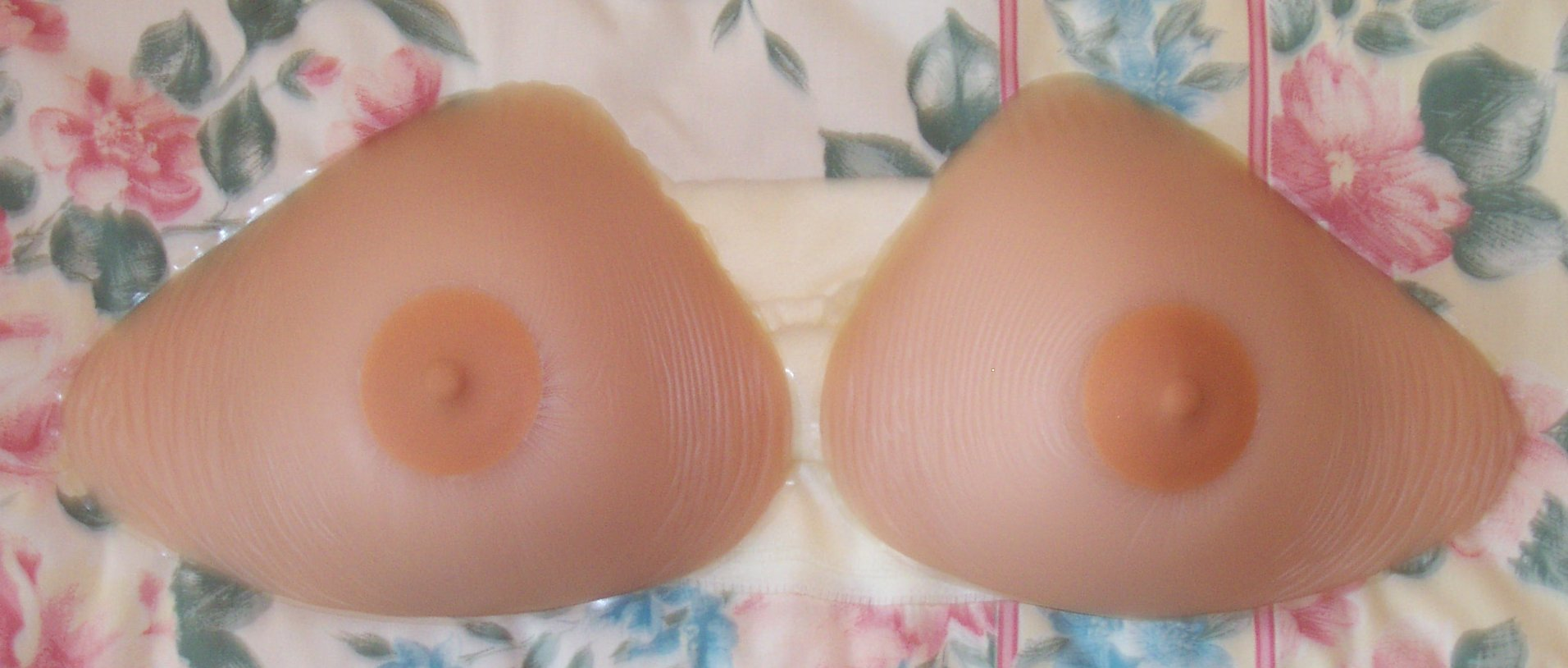
Paire de prothèses mammaires externes en silicone avec mamelons optionnels.

### Difficultés d'acceptation sociale du nom et des pronoms choisis
Le mégenrage est l'action de désigner une personne par un genre qui ne correspond pas à son identité de genre. Il peut être volontaire ou accidentel. Les formes les plus courantes sont l'utilisation de pronoms et d'accords qui ne sont pas ceux utilisés par la personne,, l’utilisation de « madame » ou « monsieur » en contradiction avec son identité de genre.
Le mégenrage inclut également le fait d'utiliser le deadname ou morinom, qui est le prénom précédent d'une personne trans. 
Le mégenrage tout comme l’utilisation du morinom sont une discrimination et font partie du spectre des violences transphobes.
Le coming out est une période complexe pour les couples, qui sont, selon une enquête de 2011 réalisée aux États-Unis, 45 % à se séparer à cette période. Pour la moitié d'entre eux, c'est la non-acceptation de la transidentité qui est la cause de cette rupture. La séparation est aussi plus fréquente lorsque la transition arrive à un âge plus avancé, mais aussi quand la personne trans perd son emploi à la suite de son changement de genre.

## Transition médicale
La transition médicale désigne l'ensemble des actes médicaux réalisés pour modifier l'expression de genre. Elle peut inclure une transition hormonale, différentes opérations chirurgicales, l'épilation définitive, et la thérapie de la voix.

### Conditions d'accès aux soins

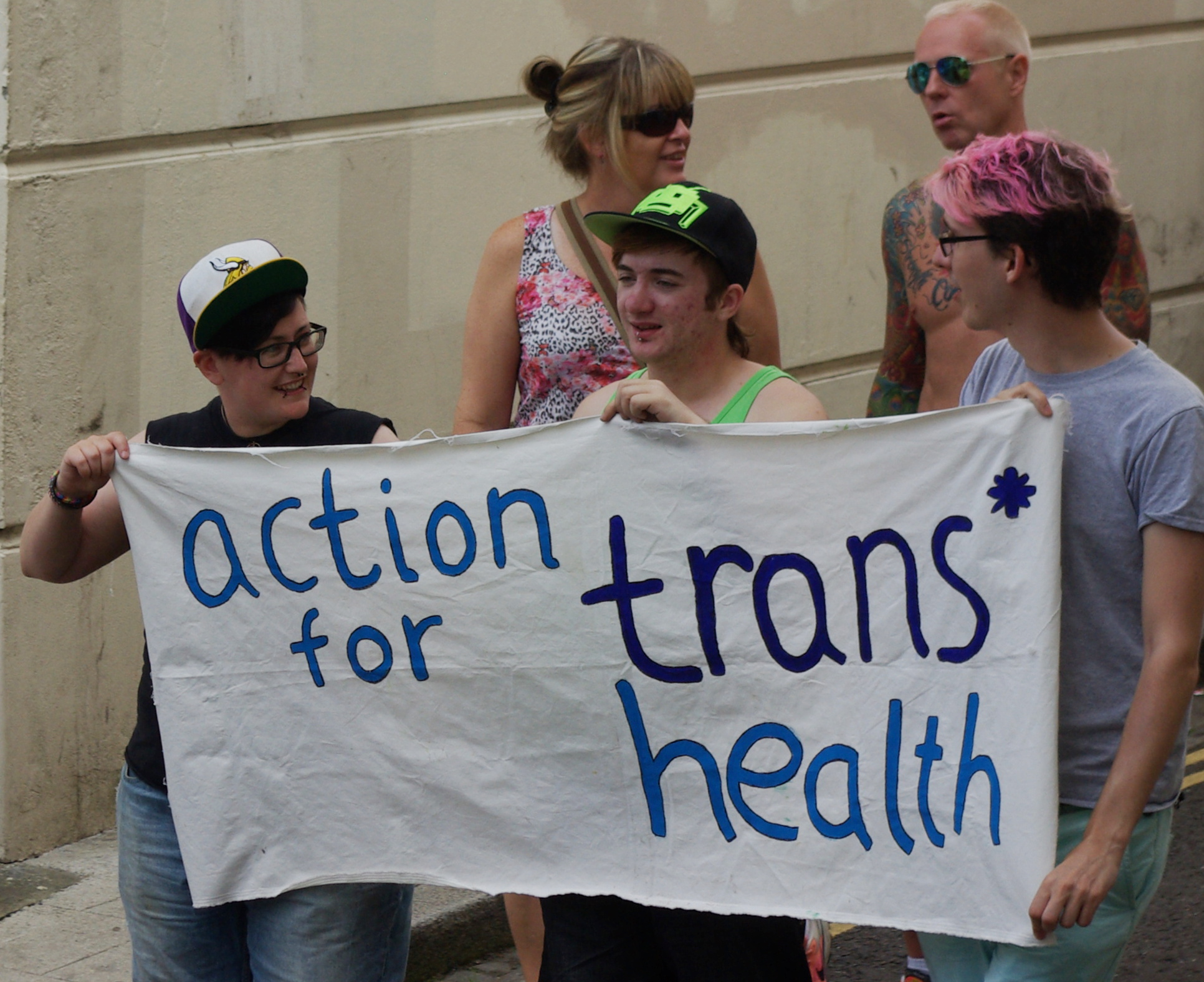
Slogan « Action for trans health » (action pour la santé trans) à la Pride de Brighton en 2014.

L'accès aux soins relève d'un double enjeu pour les personnes trans : s'ils permettent d'atténuer la dysphorie de genre, ils ont aussi comme conséquence d'améliorer le passing, et ainsi de protéger les personnes trans, dans une certaine mesure, de la transphobie,. Certains parcours de soin, comme celui de la SoFECT en France dans les années 2010, exigent des personnes qui les suivent qu'elles vivent à plein temps dans leur genre choisi durant une période donnée (deux ans dans le cadre de la SoFECT) avant d'avoir accès à une hormonothérapie. Cette expérience de vie réelle expose celles et ceux qui suivent ce type de parcours à de la violence.

#### Coût et prise en charge
Les soins médicaux de transition sont très coûteux, ce qui en limite l'accès à de nombreuses personnes trans, une population plus pauvre que la moyenne. La reconnaissance du diagnostic psychiatrique permet cependant, dans beaucoup de pays, la prise en charge des soins,.
Comme dans le système de soins classique, les personnes trans peuvent être victimes de discriminations dans l'accès aux soins liés à la transidentité. En pratique, en raison des barrières d'accès aux soins et des discriminations, environ 50 % des femmes trans qui débutent une thérapie hormonale le font sans supervision. Un autre exemple est celui de la difficulté d'accès à un gynécologue pour les personnes trans ayant un vagin mais ne ressemblant pas à des femmes cisgenres.

#### Diagnostic de dysphorie de genre
Historiquement, la psychiatrie ne considère la transidentité que sous l'angle de la dysphorie de genre : le médecin conçoit son rôle comme consistant à prouver que son patient ou sa patiente n'a pas d'autres causes à cette dysphorie, comme la dépression, la schizophrénie ou l'autisme, pensées comme ne pouvant coexister avec une réelle transidentité. Dans ce cadre le but du thérapeute est idéalement de libérer son patient de sa souffrance via l'acceptation son genre de naissance.
Si la perception de la transidentité comme relevant d'une affection psychiatrique est abandonnée lors du passage du DSM-4 au DSM-5 en 2013, elle perdure cependant chez des médecins et thérapeutes,,. La CIM-11, onzième version de la Classification internationale des maladies, entrée en vigueur en 2022, dépsychiatrise la transidentité, en la classant dans la section liée à la santé sexuelle plutôt que dans celle des affections psychiatriques, et en la définissant sans faire référence à une quelconque souffrance,.
Certains pays, comme la Suisse, permettent de réaliser une transition sur simple démarche administrative. Dans d'autres, l'accès à certaines étapes de transition, telles que l'hormonothérapie, ainsi que leur remboursement, reste conditionné à l'aval d'un psychiatre,. Des universitaires et des associations critiquent la psychiatrisation des transidentités car elle rend l'accès aux soins plus difficile et peut avoir un caractère humiliant.

#### Neuroatypie
Une série d'entretiens menés en 2018 par John F. Strang et ses collègues auprès de 22 adolescents autistes à l'identité de genre diversifiée (non cis) conclut qu'un tiers d'entre eux ont vu leur identité de genre remise en question, uniquement parce qu'ils sont autistes. D'après les témoignages de personnes concernées qui ont été collectés en France en 2022, il existe dans ce pays une tendance de certains cliniciens à exclure la possibilité d'un diagnostic d'autisme si la personne est diagnostiquée avec une dysphorie de genre, et inversement. Jusqu’en 2018, en France, la SoFECT a refusé de prendre en charge des personnes qui consultent pour une transidentité et ont au préalable reçu un diagnostic d'autisme.

#### Âge

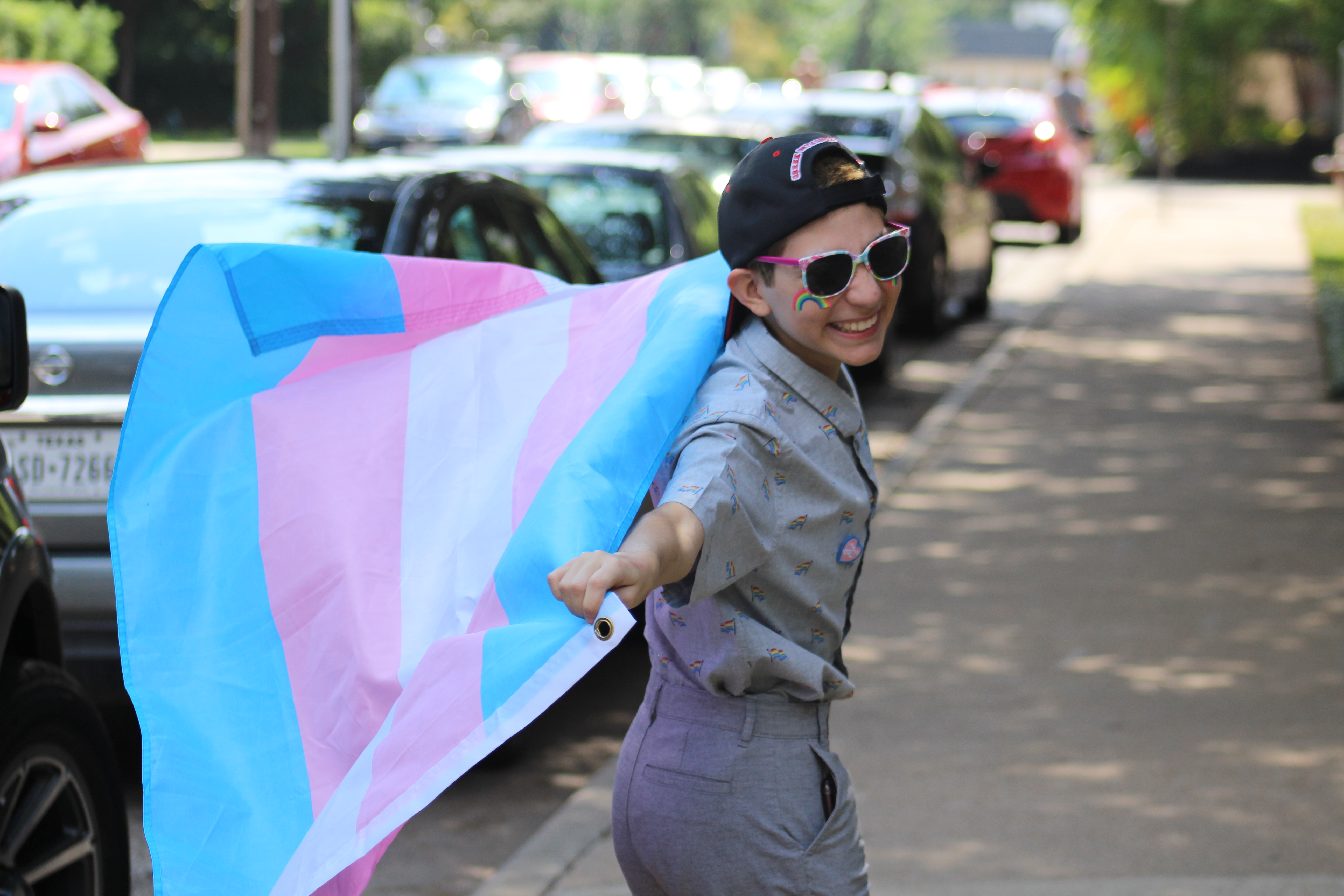
Garçon trans se rendant à une marche des fiertés en 2018.

Les équipes médicales utilisent souvent une définition restreinte de la dysphorie de genre pour soigner les enfants. Par exemple en considérant que les bloqueurs de puberté ne devraient être prescrits qu'aux enfants et adolescents vivant une dysphorie génitale, c'est-à-dire rejetant leurs organes génitaux, et ce alors que de nombreux adultes trans n'effectuent pas de chirurgie de réassignation sexuelle.
La seule prise en charge médicale chez les enfants prépubères consiste en la prescription d'un traitement par des bloqueurs de puberté, qui permettent de stopper la puberté le temps d'atteindre un âge suffisant pour prendre des hormones du sexe opposé à celui du sexe de naissance. L'accès à ces hormones qui permettent de vivre une puberté est limité pour les mineurs,. Ce délai provoque une détresse sociale, où les adolescents trans de 14 ou 15 ans se retrouvent seuls à être prépubères tandis que leurs camarades de classe sont déjà bien avancés dans leur puberté.
La version de septembre 2022 des standards de soin de la WPATH ne prévoit pas de seuil d’âge chez l’adolescent pubère pour un certain nombre d'opérations, à l'exception de la phalloplastie chez les jeunes hommes trans mineurs. En France, les mineurs peuvent réaliser des actes de chirurgie esthétique. Ainsi, la section éthique et déontologie du Conseil national de l’Ordre des médecins conclut que la chirurgie de genre, considérée comme une chirurgie réparatrice, doit également être possible avec le consentement de l'enfant et de ses représentants légaux. D'autres pays, tels que la Suède, limitent très fortement l'accès à la masectomie pour les mineurs.

### Traitements hormonaux

#### Traitement hormonal substitutif

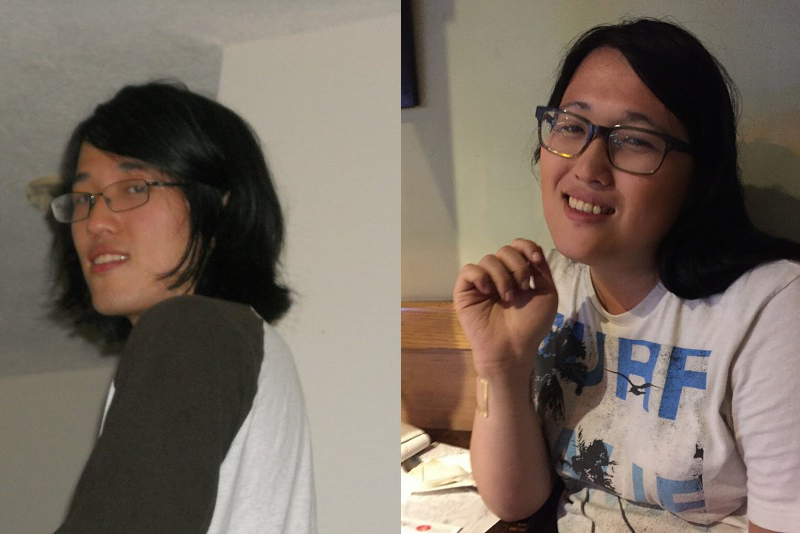
Effet de la prise de deux ans d'estradiol et de spironolactone sur une femme trans.

Lors d'une transition hormonale, la prise d'hormones sexuelles a des effets féminisants ou masculinisants. La féminisation passe par l'administration d’œstrogènes, souvent associés aux anti-androgènes, ou des agonistes de la GnRH, et parfois à de la progestérone. La prise d’œstrogènes abaisse le taux de testostérone, mais dans la moyenne basse masculine. L'addition d'anti-androgènes permet d'abaisser encore le taux de testostérone en bloquant sa production, ce qui permet d'atteindre un taux de testostérone situé dans la moyenne féminine. La masculinisation est opérée grâce à l'administration de testostérone.
Les études qui ont porté sur le sujet montrent que la thérapie hormonale chez les personnes transgenres est associée à une meilleure qualité de vie, un taux plus faible de dépression et d'anxiété, quel que soit l'âge et le sexe des personnes. Lorsque la thérapie hormonale commence à l'adolescence, les personnes trans présentent une meilleure santé mentale et sont moins susceptibles de s'engager dans des abus de substances que leurs pairs ayant débuté la thérapie hormonale à l'âge adulte.
La thérapie hormonale est considérée sûre lorsqu'elle est réalisée avec un suivi sur certains points. Les principaux risques rapportés sont la polycythémie dans le cadre d'une thérapie hormonale masculinisante et les thromboembolies veineuses dans le cadre d'une thérapie hormonale féminisante. Chez les personnes transféminines hormonées, des triglycérides augmentés sont également retrouvés.
| Caractères sexuels secondaires | Hormones masculinisantes                                                    | Hormones féminisantes                                                                            |
| ------------------------------ | --------------------------------------------------------------------------- | ------------------------------------------------------------------------------------------------ |
| Voix                           | Mue vers une voix grave                                                     | NC                                                                                               |
| Musculature et graisse         | Accroissement de la masse musculaire et légère fonte de la masse graisseuse | Fonte musculaire et légère modification de la répartition de la masse graisseuse                 |
| Poitrine                       | NC                                                                          | Développement mammaire                                                                           |
| Pilosité                       | Développement de la pilosité, risque accru de calvitie                      | Dans certains cas, diminution de la perte de cheveux et légère réduction de la pilosité générale |
| Ossature                       | NC                                                                          | NC                                                                                               |

#### Bloqueurs de puberté

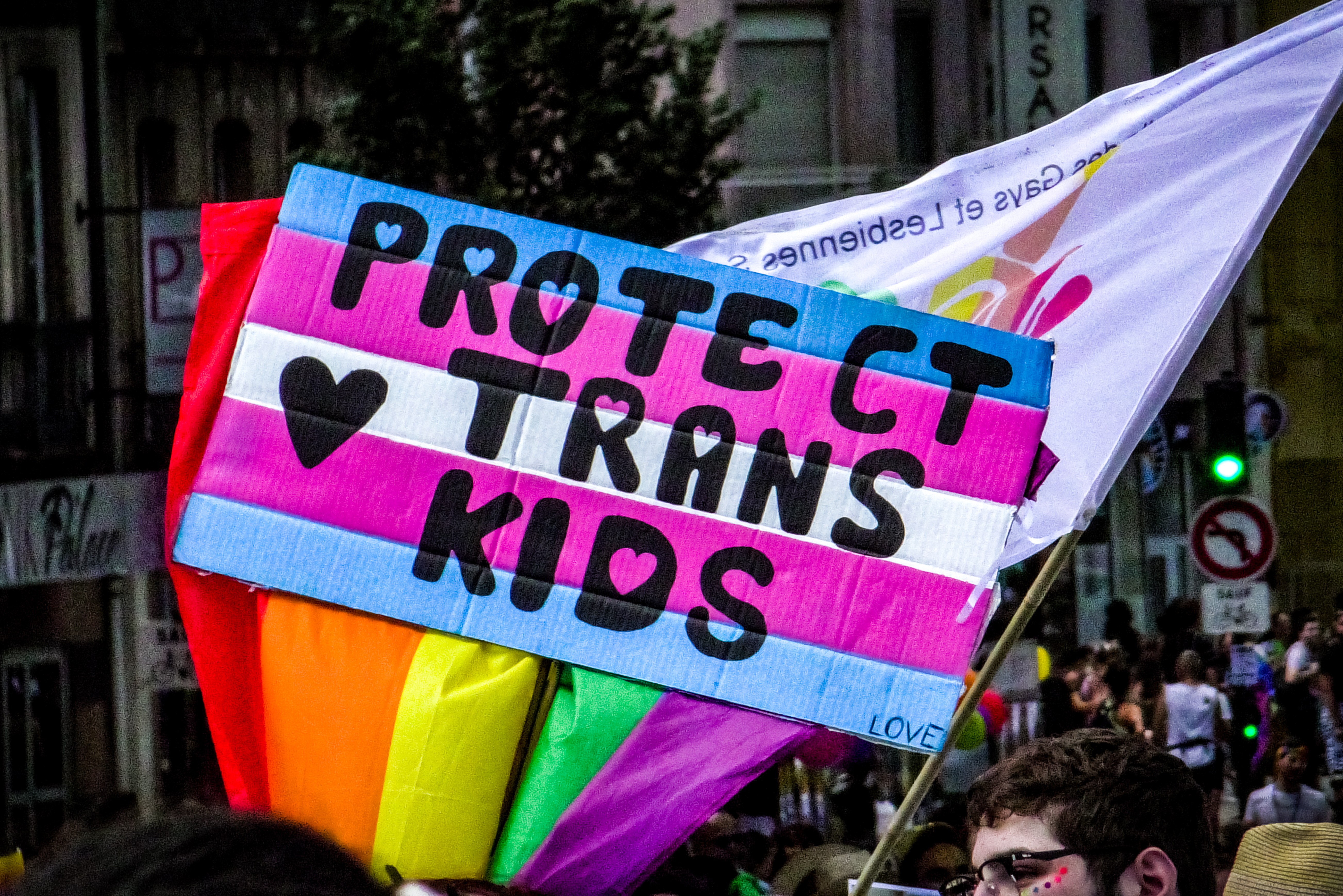
Pancarte lors de la marche des fiertés de Toulouse 2023.

Le traitement visant à bloquer la puberté a été mis au point au début des années 1980 pour les enfants atteints de puberté précoce. Le traitement consiste à administrer à l'enfant des hormones de synthèse qui imitent l'action de la GnRH, l'hormone de libération des gonadotrophines hypophysaires normalement produite dans l'hypothalamus. Des injections répétées sont nécessaires pour que la puberté reste en sommeil. À l'arrêt du traitement, elle reprend son cours normal. Le traitement est généralement entamé avant l'apparition des premiers signes de puberté, qui sont mal vécus par les enfants transgenres. Quelques rares effets secondaires sont répertoriés, dont des risques de douleurs musculaires et articulaires, de la fatigue, des troubles du sommeil ou un retard de calcification des os.
En 2022, une méta-analyse note que « plusieurs études ont été publiées soulignant les impacts positifs sur le devenir psychologique ainsi que l’innocuité relative de la suspension de la puberté, dite ‘suppression de puberté’ » et que « le ratio bénéfice/risque semble suffisamment solide pour que cette proposition de soin soit reprise dans toutes les recommandations internationales dans des indications similaires ». La prise de bloqueurs de puberté s'accompagne d'une sérénité retrouvée des enfants et des adolescents, ainsi que d'une plus grande confiance en eux. Toutefois, pour les adolescents les plus âgés, la prise de bloqueurs seuls, sans hormones sexualisantes (œstrogène ou testostérone), peut s'avérer pénible (bouffées de chaleur, troubles de l'humeur).
Un phénomène paradoxal a lieu avec les bloqueurs de puberté : alors que, dans les années 2010, émerge un consensus médical quant à la pertinence de leur utilisation, ceux-ci sont aussi l'objet d'une controverse dans le débat public. Les actions contre les bloqueurs de puberté aboutissent à la mise en place de limitations légales à l'accès de ces traitements dans plusieurs pays,,,.

### Chirurgies

#### Chirurgie non génitale

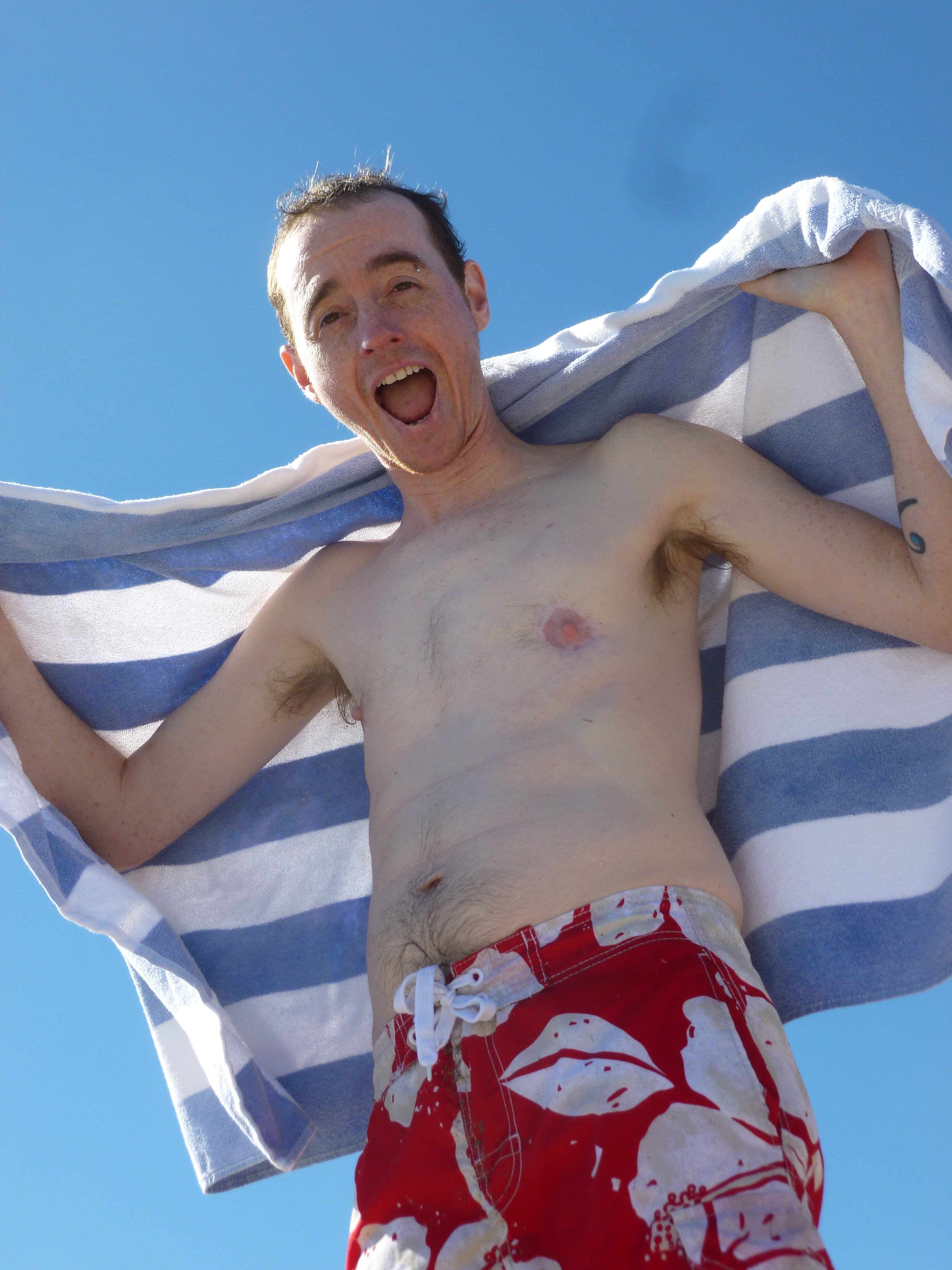
Homme trans, quatre ans après une mastectomie.

Les chirurgies que peuvent réaliser les femmes trans dans leur transition comportent la mammoplastie, les chirurgies de féminisation faciale qui comprennent entre autres la reconstruction frontale, la rhinoplastie et la plastie du menton et mâchoire, la greffe de cheveux, la réduction de la pomme d'Adam et la chirurgie des cordes vocales,.
Les hommes trans ayant vécu une puberté féminine passent souvent par une mastectomie. D'autres chirurgies existent, notamment la greffe de barbe et l'injection d'acide hyaluronique pour rendre la mâchoire plus saillante.

#### Chirurgie génitale
Toutes les chirurgies génitales stérilisent la personne qui les subit.

##### Chirurgie de réattribution sexuelle d'homme vers femme

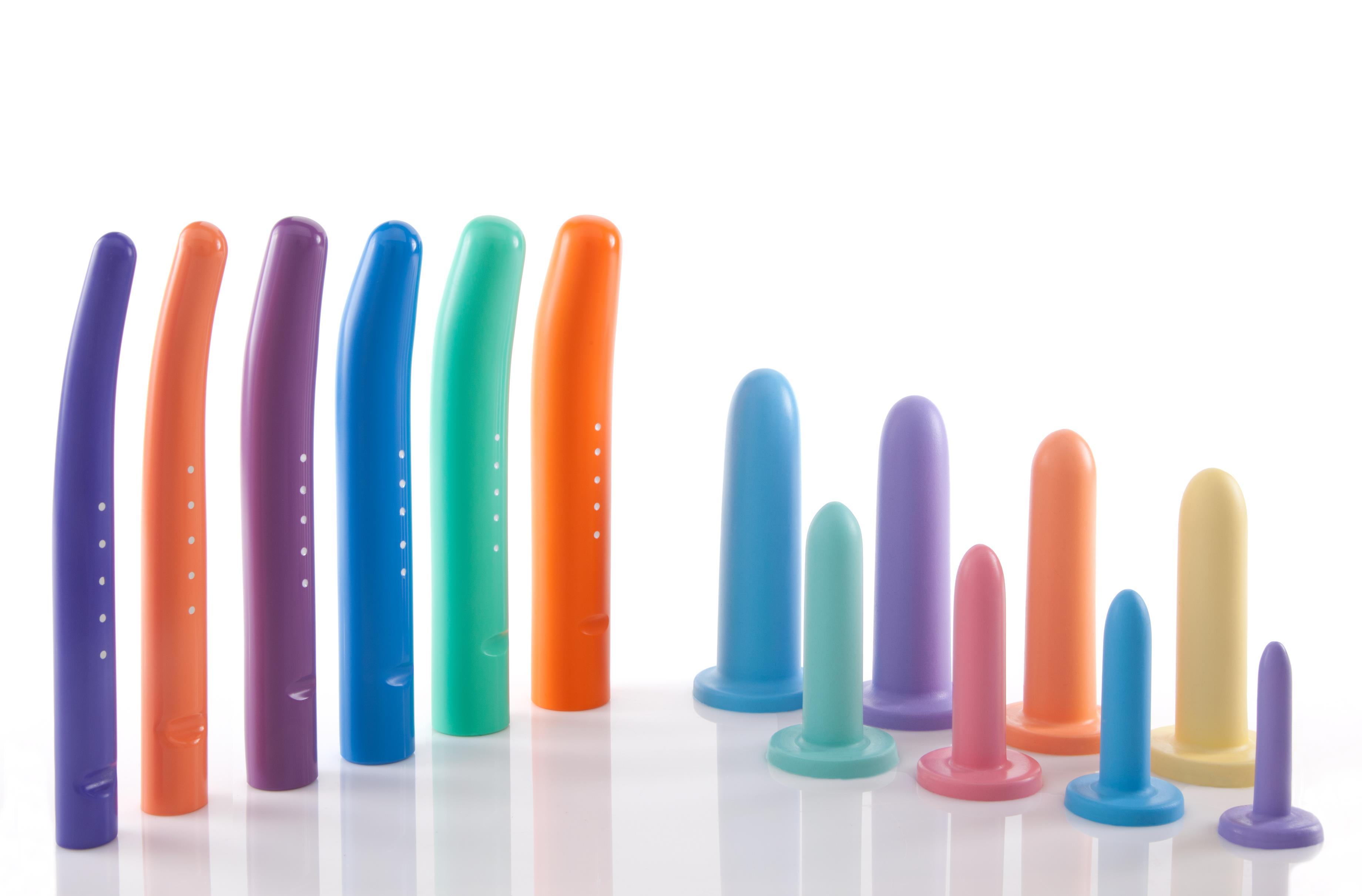
Collection de dilatateurs vaginaux en plastique et en silicone.

La chirurgie la plus commune est la vaginoplastie, c’est-à-dire la construction d’un vagin. L'esthétique, les sensations et les résultats fonctionnels de la vaginoplastie varient grandement selon les méthodes et les patientes. Les testicules sont retirés et les peaux du prépuce et du pénis sont généralement inversées pour former un vagin complètement sensible. Un clitoris peut être réalisé à partir d'une partie du gland du pénis. Étant donné que le corps humain traite le néo-vagin comme une blessure, la patiente doit entretenir le volume de son vagin à long terme par une dilatation vaginale régulière à l'aide de dispositifs spécifiques.
Certaines femmes trans font parfois procéder à l'ablation des testicules sans création d'un vagin. L'opération permet d'empêcher définitivement la production de testostérone et présente l'avantage d'éviter la plupart des complications possibles de la vaginoplastie. Elle est parfois une première étape en attendant la vaginoplastie et dans d'autres cas peut être motivée par une inéligibilité à la vaginoplastie.

##### Chirurgie de réattribution sexuelle de femme vers homme
La création d'un pénis chez l'homme trans passe le plus souvent par la phalloplastie. Elle se fait en deux temps : d'abord, on opère une ablation du vagin avec reconstruction de l'urètre, une scrotoplastie et une reconstruction du pénis en greffant de la peau d'une autre partie du corps, souvent l'avant-bras. Après un an de cicatrisation, on peut placer des prothèses testiculaires et péniennes permettant l'érection.
Une alternative moins invasive est la métaidoïoplastie. Cette opération ne peut se faire qu'une fois que le patient a suivi une thérapie de remplacement par la testostérone. En effet, cette thérapie élargit progressivement le clitoris vers une taille moyenne de 4-5 centimètres. Lors de la métaidoïoplastie, le chirurgien sépare le clitoris des petites lèvres, et sectionne son ligament suspenseur afin de le ramener à une position approximative de pénis. Il en résulte un petit pénis d'environ 5 à 7 centimètres, qui ne peut pas être utilisé pour la pénétration lors des rapports sexuels.

### Épilation définitive
La prise d'œstrogènes chez une personne transféminine qui a vécu une puberté masculine n'affecte pas sa pilosité. Il est donc commun pour les femmes trans de réaliser une épilation définitive du visage ou d'autres zones du corps, par photo-épilation (laser ou lumière pulsée) ou électrolyse.

### Changement de voix
Les femmes trans qui vivent une puberté masculine développent des qualités vocales masculines. L'hormonosubstitution ne modifie pas la voix d'une femme trans : une formation vocale est nécessaire pour féminiser la voix. La masculinisation de la voix n'est généralement pas considérée nécessaire pour les hommes trans car les effets de la testostérone sur le larynx suffisent à produire une voix masculine, mais elle reste utile pour travailler les intonations.

### Qualité de vie après les interventions médicales
Une étude longitudinale de 2010, fondée sur 1 833 personnes trans ayant reçu un diagnostic de dysphorie de genre et suivies par une équipe médicale américaine, constate que le fonctionnement psychologique général des personnes transgenres après la transition médicale est similaire à celui de la population générale, et nettement meilleur que celui des personnes transgenres non traitées. Une étude de 2011 conclut à un effet positif de la thérapie hormonale sur la qualité de vie des personnes trans suivies par la FPATH,.
En France, les résultats d'une étude de 2009 montrent que la chirurgie de réattribution sexuelle améliore la qualité de vie des personnes trans dans différents domaines, notamment sur les plans social et sexuel. Des différences persistent toutefois entre les hommes trans et les femmes trans, les hommes ayant une vie sociale, professionnelle et amicale et un bien-être psychologique plus importants.
Des études réalisées sur le devenir des personnes trans hormonées et opérées montrent qu'elles peuvent développer des sentiments de regret. Une étude suédoise de 1990 a trouvé un taux de 3,8 % de regret notamment dus à un soutien insuffisant de la part de leur famille ou de leurs amis proches ; une étude française de 2008 évalue ce taux à 2 %. Une étude de 2001 sur 232 femmes trans qui ont bénéficié d'une chirurgie de réattribution sexuelle trouve que 6 % déclarent des regrets partiels ou occasionnels, dus pour la plupart aux résultats physiques ou fonctionnels de la chirurgie. Une revue de littérature médicale de 2009 suggère que le taux global de regret ou de sentiments de doute des femmes trans est estimé à 8 %. Une revue de littérature médicale de 2021, reposant sur 27 études, trouve un taux de regret d'environ 1 % chez les personnes ayant eu une chirurgie de réattribution sexuelle, avec moins d'1 % chez les hommes trans et entre 1 et 2 % chez les femmes trans. Certaines personnes trouvent les regrets passagers, d'autres font le choix de détransitionner, parfois en choisissant des chirurgies de réversion des opérations subies.

## Aspects juridiques

### Changement d'identité

Lois concernant l'utilisation d'un marqueur de genre hors Homme ou Femme sur les papiers d'identité.
Marqueur volontaire dans au moins une région
Marqueur volontaire pour personnes intersexe uniquement
Marqueur obligatoire pour un troisième genre
Marqueur obligatoire pour personnes intersexe
Pas de marqueur spécifique ou pas de données

À l'échelle mondiale, la plupart des juridictions reconnaissent les deux identités de genre traditionnelles et leurs rôles sociaux, homme et femme, mais ont tendance à exclure les autres identités et expressions de genre. Certains pays reconnaissent un « troisième sexe ». D'autres pays comme l'Australie, le Costa Rica et la majeure partie du Canada permettent d'enlever complètement le marqueur de genre du passeport.
En 2020, un rapport de l’Association internationale des personnes lesbiennes, gays, bisexuelles, trans et intersexuées (ILGA) identifie 25 pays qui autorisent la transition de genre par autodéclaration. Par ailleurs, 69 pays reconnaissent la transidentité, mais appliquent des conditions très strictes voire prohibitives : transition médicale et stérilisation obligatoires, conditions de ne pas avoir de partenaire ou d'enfant à charge, internement psychiatrique obligatoire ou encore expérience de vie réelle, c'est-à-dire forcer un délai d'attente entre la transition sociale et la transition légale, ce qui peut présenter un risque de sécurité important pour les personnes trans dont les papiers d'identité et l'apparence ne coïncident plus,.

### Criminalisation de la transidentité
En 2020, 13 pays criminalisent explicitement la transidentité, le comportement de personnes trans, le comportement de personnes perçues comme trans, ou la transgression des normes de genre. Ces pays sont le Brunei, les Émirats arabes unis, la Gambie, l’Indonésie, la Jordanie, le Koweït, le Liban, le Malawi, la Malaisie, le Nigéria, Oman, le Soudan du Sud et les Tonga. En dehors de cette criminalisation de la transidentité, des mesures liées aux nuisances publiques, à l'indécence, à la moralité, au vagabondage, au travail du sexe et à l'homosexualité, entre autres, sont activement déployées pour sanctionner les personnes trans dans d'autres pays,.

### Droit de la famille

Lois sur le changement légal d'identité des personnes trans par pays (état en 2015).
Changement légal d'identité, sans chirurgie obligatoire
Changement légal d'identité, chirurgie obligatoire
Absence de changement légal d'identité
Inconnu/ambigu

Le changement d'identité est conditionné à une stérilisation (souvent par chirurgie de réattribution sexuelle) dans de nombreux pays,. C'était le cas en Belgique jusqu'en 2018.
Dès le milieu des années 1990 en France, les couples hétérosexuels formés d'un homme trans et d'une femme cis peuvent avoir accès au don de sperme et à la procréation médicalement assistée, à condition que ce soit la conjointe qui accouche,,. Les femmes trans peuvent faire le choix pré-transition de conserver leur sperme ; toutefois l'utilisation de ces gamètes avec leur conjointe cis ou leur conjoint trans n'est pas toujours possible selon les pays,.
La réception d'ovocytes de la partenaire (ROPA) est une technique qui permet, dans le cadre de la transparentalité, qu'un homme trans puisse donner ses ovocytes tandis que sa ou son partenaire réalise la grossesse ou, inversement, qu'il soit enceint avec l'ovocyte de son conjoint ou de sa conjointe. Si de nombreux pays interdisent directement cette technique, notamment en France, ceux qui l'autorisent, notamment des États des États-Unis, le font à la fois pour les couples lesbiens et les hommes trans. La possibilité pour le donneur d'ovocytes d'être le parent légal dès la naissance de l'enfant n'est toutefois pas possible dans tous les endroits où la ROPA est autorisée.
Même si ces grossesses d'hommes trans sont possibles, elles s'accompagnent souvent de difficultés administratives ; ainsi, en Belgique et au Royaume-Uni, les hommes trans qui mettent au monde un enfant sont considérés comme des « mères » à l’état civil,.
Enfin, dans les pays où la gestation pour autrui est légale, celle-ci peut être limitée aux couples hétérosexuels, excluant ainsi les femmes trans lesbiennes ; c'est notamment le cas de l'Ukraine.

## Détransition
La détransition est le fait d'arrêter complètement ou temporairement la transition de genre. La disparition de la dysphorie de genre sans transition sociale, juridique ou médicale n'est pas considérée comme une détransition.

Le roman de Torrey Peters Detransition, baby aborde la détransition. Dessin de Laurier The Fox représentant les trois personnages principaux Reese, Ames (qui a détransitionné) et Katrina

La détransition implique par exemple l’arrêt de l’hormonosubstitution ou le retour aux prénom et pronoms pré-transition. Elle peut être due à des facteurs internes (la personne change de genre ressenti) ou, le plus souvent, externes (problèmes de santé, manque de soutien, difficultés matérielles). Elle peut aussi être forcée.